# Cronologia dos Jogos Olímpicos de Verão de 1988
Esta é uma cronologia dos Jogos Olímpicos de Verão de 1988 em Seul, Coreia do Sul. O período dos Jogos é entre os dias 17 de setembro e 2 de outubro.

## 17 de setembro
Cerimônia de abertura

## 18 de setembro
Ciclismo
- A equipe da Alemanha Oriental torna-se a primeira equipe a conquistar uma medalha de ouro nos Jogos Olímpicos de Seul após ganhar a prova das equipes contra o relógio masculino.[2][3]

## 24 de setembro
Atletismo
- Ben Johnson, do Canadá, vence a prova dos 100 metros com um tempo de recorde mundial de 9s79. Três dias depois, ele é desclassificado após ser pego no exame antidoping e perde a medalha de ouro e o recorde.[4][5]

## 30 de setembro
Judô
- Aurélio Miguel ganha a única medalha de ouro do Brasil nos Jogos Olímpicos, na categoria meio-pesado.[3][6]

## 1 de outubro
Tênis
- Steffi Graf da Alemanha Ocidental ganha a medalha de ouro em simples feminino, derrotando Gabriela Sabatini da Argentina, por 6-3 e 6-3.[7][8][3]

## 2 de outubro
Cerimônia de encerramento